# Peder Fredag
Peder Fredag, död 25 juli 1525, var en svensk krigsöverste.
Peder Fredag omtalas första gången 1514, hans ursprung är okänt men en Anna Fredax som omnämns i Stockholms stads tänkebok 1501 kan tyda på att han var från Stockholm. Enligt Olaus Petri skall Peder Fredag nästan slagit ihjäl Hemming Gadh då han 1520 försökt övertala borgarna i det av danskarna belägrade Stockholm att kapitulera. Traditioner upptecknade av Johannes Bureus omkring 1600 anger att han skall ha borrat danska fartyg i sank och efter stadens kapitulation simmat ur staden med brev avsedda för handelsplatser i Norrland. Peder Svart uppger att Peder Fredag hade svurit trohet mot Gustav Vasa i Ovansjö socken i april 1521. I ett brev i maj 1521 från Didrik Slagheck omtalas att han och stockholmsborgaren Jöns Varg vid denna tid som befälhavare på en jakt med 24 besättningsmän bedrev sjöröveri mot danska fartyg i skärgården.
Peder Svart berättar vidare att Peder Fredag i oktober 1521 skall ha blivit hövitsman över ett av lägren för trupperna som belägrade Stockholm, det som var beläget på Glia på Lovön. Han skall på julaftonen samma år med 450 man ha slagit tillbaka en betydligt större truppstyrka som gjorde ett utfall från staden. Han led i början av 1522 tillsammans med Staffan Sasse och Knut Bengtsson nederlag mot unionstrupperna norr om Stockholm, varpå han fråntogs befälet. På hösten 1522 slog han dock med 500 man tillbaka ett utfall från Stockholm mot Södermalm. Han stupade under stormningen av Kalmar slott 1525.